# U-2偵察機
U-2偵察機，外號蛟龍夫人（Dragon Lady），是美國空軍一種單座單發動機的高空戰略偵察機，由洛克希德設計與製造，能不分晝夜於70,000英尺（21,336米）高空執行全天候偵察任務。在和平時期、危機、小規模衝突和戰爭中為決策者提供重要情報，亦用於電子感應器研究、確認衛星資料和校準衛星。
雖然U2由首次飛行至今已經67年，但是最新型號U-2S仍然活躍於美軍前線，服役期比它的後繼機型SR-71黑鳥式偵察機更長，SR-71已於1998年退役。U-2R生產線曾於1980年代重開，一份於2005年12月23日由美國國防部核準的機密預算文件中要求U-2R計劃最遲於2011年結束，並於2007年初將部份U-2R除役，U-2R很可能會由諾斯洛普·格魯門公司製造的RQ-4全球鷹偵察機取代，不過到了2020年時美國國防部並沒有將U-2R除役，2021年美國空軍的31架U-2S偵察機進行價值5000萬美元（3780萬英鎊）的升級，可以再飛行30年。洛克希德·馬丁公司U-2項目主管艾琳·海莉（Irene Helley）說：「我們不會放棄這個項目，我們正在大力投資讓U-2進入新的任務環境，在這個新時代，沒有計劃終止的日期。」

## 發展起源

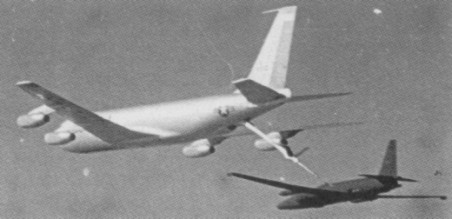
50年代空中加油的U2

自40年代起冷戰展開，美國對蘇聯國內的情報需求甚切。空軍開始以RB-47偵察機闖入蘇聯領空進行高空偵照，當時蘇聯的空防仍然存在漏洞，很多邊界和領空都未有雷達覆蓋，美軍就利用這些空隙進入蘇聯領空進行偵察。到1950年蘇聯的防空政策有非常重大的轉變，開始攻擊一些飛近國界或入侵領空的外國飛機。隨著朝鮮戰爭於1950年6月爆發，蘇聯的「嚴格防空政策」（severe air defence policy）更延伸到遠東地區。1952年8月蘇聯戰機闖入日本北海道領空擊落1架美國空軍B-29超級堡壘轟炸機(RB-29)偵察機，於蘇聯領空進行高空偵照變得愈來愈危險。 
因此美國空軍開始尋求一種飛行高度70000尺或以上的亞音速高空偵察機，藉高飛行高度來迴避蘇聯的戰機的攔截，當時最先進的蘇聯戰鬥機—米格-17飛行高度為45000尺。1953年7月，空軍要求格倫·L·馬丁公司研究將B-57坎培拉式轟炸機改良成一種超高空偵察機的可行性，也與貝爾飛機公司和費柴爾德公司簽訂研究合約，認為這些小公司能較快完成研發和生產。到1954年1月，3家公司均各自提出了自己的設計。費柴爾德公司提出了M-195設計，單發動機，飛行高度67,200英尺；貝爾飛機公司則提出了67型（後來的X-16）設計，雙發動機，飛行高度69,500英尺。而格倫·L·馬丁公司則為RB-57加裝了一對大機翼，使飛行高度能達到64,000英尺。
未有與空軍簽訂研究合約的洛克希德公司在得知空軍計劃後，於1954年3月由首席工程師凱利·詹森領導的Skunk Works向空軍將領和文官多次展示飛行高度超過70,000英尺，航程2,000英里的CL-282設計，在F-104機身和機尾的設計基礎上，安裝大展弦比機翼。部份文官對CL-282非常有興趣，但空軍將領們卻意興闌珊。一位空軍將領甚至於展示途中離席，並批評CL-282主輪、尾輪起落架與無武裝的怪異設計毫無興趣。
1954年6月1日，洛克希德的CL-282設計正式被空軍以單發動機和怪異設計為由否決。空軍選定貝爾飛機公司的X-16和改裝現有的B-57成為高空偵察機。並於9月與貝爾飛機公司簽訂建造28架X-16的合約。
1954年7月26日，隨著蘇聯威脅越來越大，總統艾森豪授權詹姆士·克林（James Rhyne Killian）成立和領導一個智囊團去研究國家現有的技術能否面對當前的問題。智囊團分為三組，其中一組負責調查美國的情報能力，名為「Project 3」。「Project 3」由埃德温·蘭德（Edwin H. Land）領導，還有另外5位成員。同年8月，蘭德到華盛頓與一些國內情報機構會面時，從一位中情局官員手中接到一份CL-282設計圖，並告訴他空軍已經否決了這個設計，蘭德看過設計圖後留下了深刻印象。幾天後，他向「Project 3」其他成員展示這份設計圖，所有成員都對這架飛機非常有興趣，並認為中情局較空軍適合於和平時期對蘇聯進行高空偵照。「Project 3」成員於10月向當時中情局局長艾倫·杜勒斯討論CL-282的概念，但道勒斯並不希望中情局接手任何空軍的計劃，即使已經被空軍否決的也一樣。1954年11月初，克林和蘭德與艾森豪總統會面，向他解說CL-282的設計和討論有關高空偵察機的問題。最後，艾森豪總統批准發展CL-282，並同意新型高空偵察機計劃應該由中情局負責。
1954年11月23日，艾森豪總統正式批准中情局接手CL-282，並要空軍提供一切必要的協助。1954年12月9日，中情局與洛克希德公司簽訂「感光板計劃」，中情局提供兩千萬美元研發CL-282機體，空軍則提供發動機經費。1955年8月，中情局訂購的U-2原型機首飛成功後，中情局與洛克希德公司簽訂52架U-2生產訂單，空軍被迫終止原定的28架X-16合約。

## 命名源起
1955年，首架U-2原型機沒有正式名稱，它在洛克希德公司的代號為「Article 341」或「Angel(天使)」。1960年公諸於世後，美國新聞界依據它的外表，稱呼它為「The Shady Lady(黑夫人)」。當時美國報紙正長期連載一個以中國沿海為背景的冒險漫畫「Terry and the Pirates(泰瑞與海盜)」，其中有一名神秘冷豔的東方女賊率領地下組織對抗共產黨；美國空軍有人靈機一觸，以「Dragon Lady(蛟龍夫人)」來稱呼U-2偵察機。美國空軍不願意洩漏U-2是偵察機的身份，所以未以「R」(Reconnisance)偵察機序號來命名U-2，選擇了「Utility 2」(多用途二號)。

## 設計

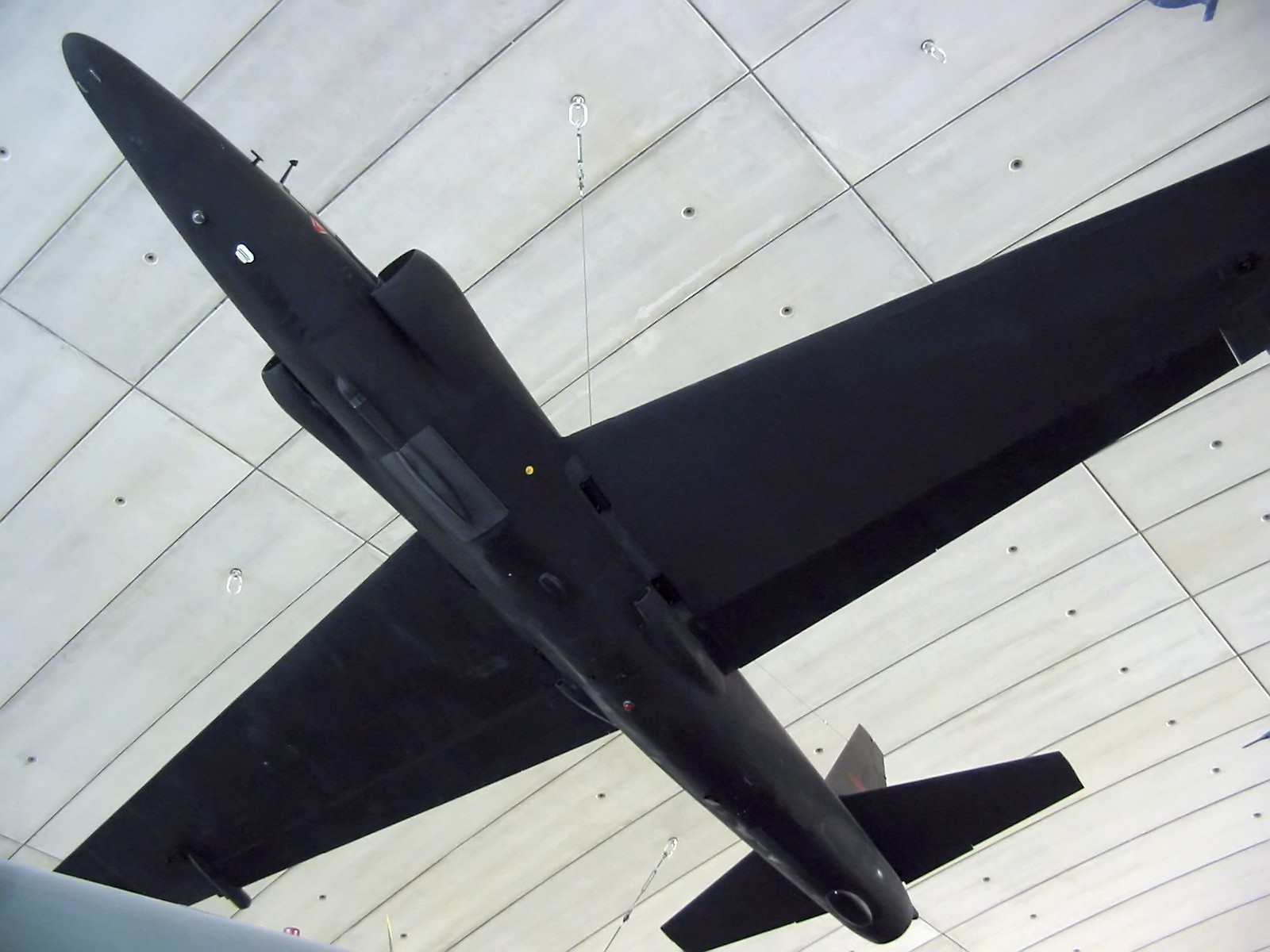
於帝國戰爭博物館達克斯福德分館展示的U-2，可以看到修長的機翼。

由於CL-282設計作偵察之用，因此官方名稱代號並未有使用B-（轟炸機）或F-（戰鬥機），但它屬高度機密，所以又不能使用偵察機代號。為了隱藏其真實用途，美國空軍於1955年7月選擇了U-（utility，多用途）這個代號，自此CL-282就訂名為U-2。
由於屬高度機密，凱利把設計辦公室遷移到位於加州伯班克的臭鼬工厂內，並把工程人員安排在離U-2生產線50英尺內的地方工作，以方便工程人員在生產出現問題時能迅速修正。
凱利以F-104星式戰鬥機為藍本，把那對低展弦比的機翼換成一對類似滑翔機的超修長機翼，高展弦比的機翼令U-2有著跟滑翔機相似的飛行特性。其獨特的著陸特性和極高的飛行高度，令駕駛U-2的挑戰性非常大。為了保持70,000英尺的飛行高度，U-2A和U-2C必須以最高速度飛行。然而，70,000英尺高空上U-2的失速速度與最高速度只相差5節（每小時9公里）。近九成任務中，U-2飛行員都要把速度保持於那5節之內，飛行高度常常因此而下跌，導致被敵方發現，抑或轉彎不順會造成一邊翼端超速而另一端失速，形成失控甚至解體。中華民國空軍黑貓中隊飛行員回憶：30度之內轉彎都沒問題，但開始轉彎之時機極為重要，轉早了飛彈會跟著轉，晚了又躲不開。
為了減輕重量，U-2在製造上採用了很多滑翔機技術，機翼和垂直尾翼只以扭力螺栓（Tension Bolt）安裝於機身，機翼亦未有像傳統飛機一樣穿過機身以增加強度，內部則載有U-2大部份燃油。 而每邊機翼末端下都裝有1個鈦金屬製的滑橇以在著陸時保護機翼。
另一個外觀特徵就是其起落架，與其他飛機的典型三點式設計（機鼻1組，機翼下2組）不同，U-2的「腳踏車式」起落架只有2組，機腹正下方(駕駛艙後)1組，發動機尾下方裝有另1組可轉向起落架。為了於滑行時保持平衡，起飛時翼下裝有一對名為「pogos」的拋棄式輔助輪。「pogos」會於U-2起飛後掉落，並由地勤人員回收再用。
U-2原型機設計配備1具重3,820磅，提供13,000磅推力的普惠J57/P31發動機，但由於當時RB-57D都是配備這種發動機，J57/P31的生產數量未能完全供應兩種機種使用。因此，U-2原型機只配備一具較J57/P31重276磅，只能產生10,200磅推力的J57/P31。

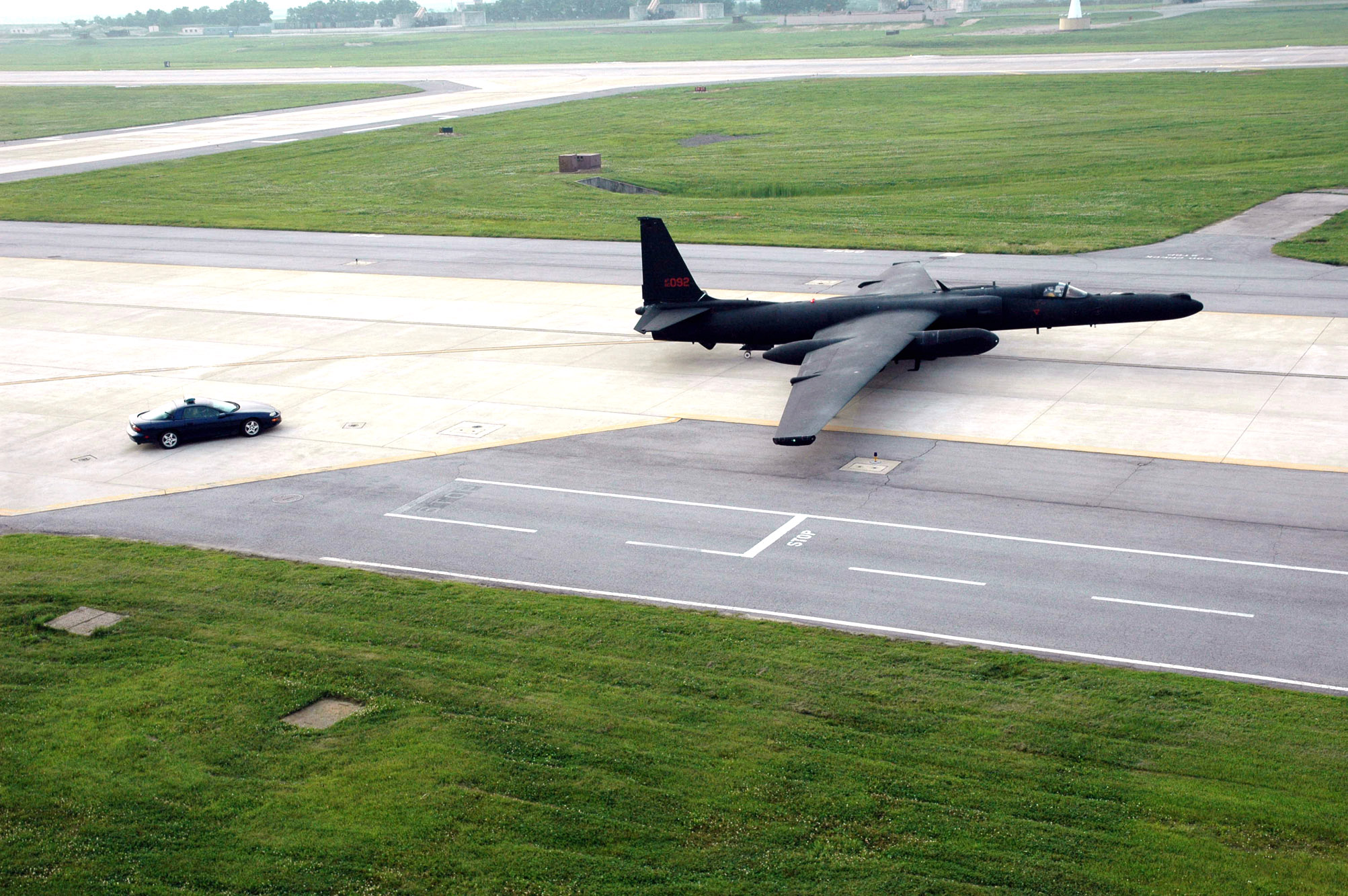
滑行中的U-2與其身後的高性能追逐車，2006年攝於韓國烏山空軍基地

### 著陸
U-2被公認為空軍中最具挑戰性的機種，對飛行員的技術要求甚高。其修長的機翼令U-2有跟滑翔機相似的飛行特性，對側風極之敏感，並傾向於跑道上飄浮，使得著陸非常困難。
第2飛行員通常會被指定為任務的後備飛行員和機動員（mobile officer），機動員會坐在1輛高性能追逐車（high-performance chase car）內，並於跑道頭等待。著陸的U-2飛越後，追逐車會以高速跟隨並由車上的機動員透過無線電向飛行員喊出高度。當主起落架與地面相距2英尺時，飛行員會展開翼上的擾流板以降低升力。著陸後，減速板會於機翼後的機身展開來減慢飛機速度，並以一邊的翼尖滑橇觸地。
U-2停下後，在附近待命的地勤人員會為U-2裝上「pogos」輔助輪。地勤人員會先將「pogos」安裝於較「輕」（未觸地）的一邊機翼，然後由兩名地勤人員以自身重量把安裝了「pogos」一邊機翼拉下，並由第3位地勤人員於另一邊機翼安裝「pogos」。完成之後，U-2會以自力滑行到停機坪。

### 壓力衣

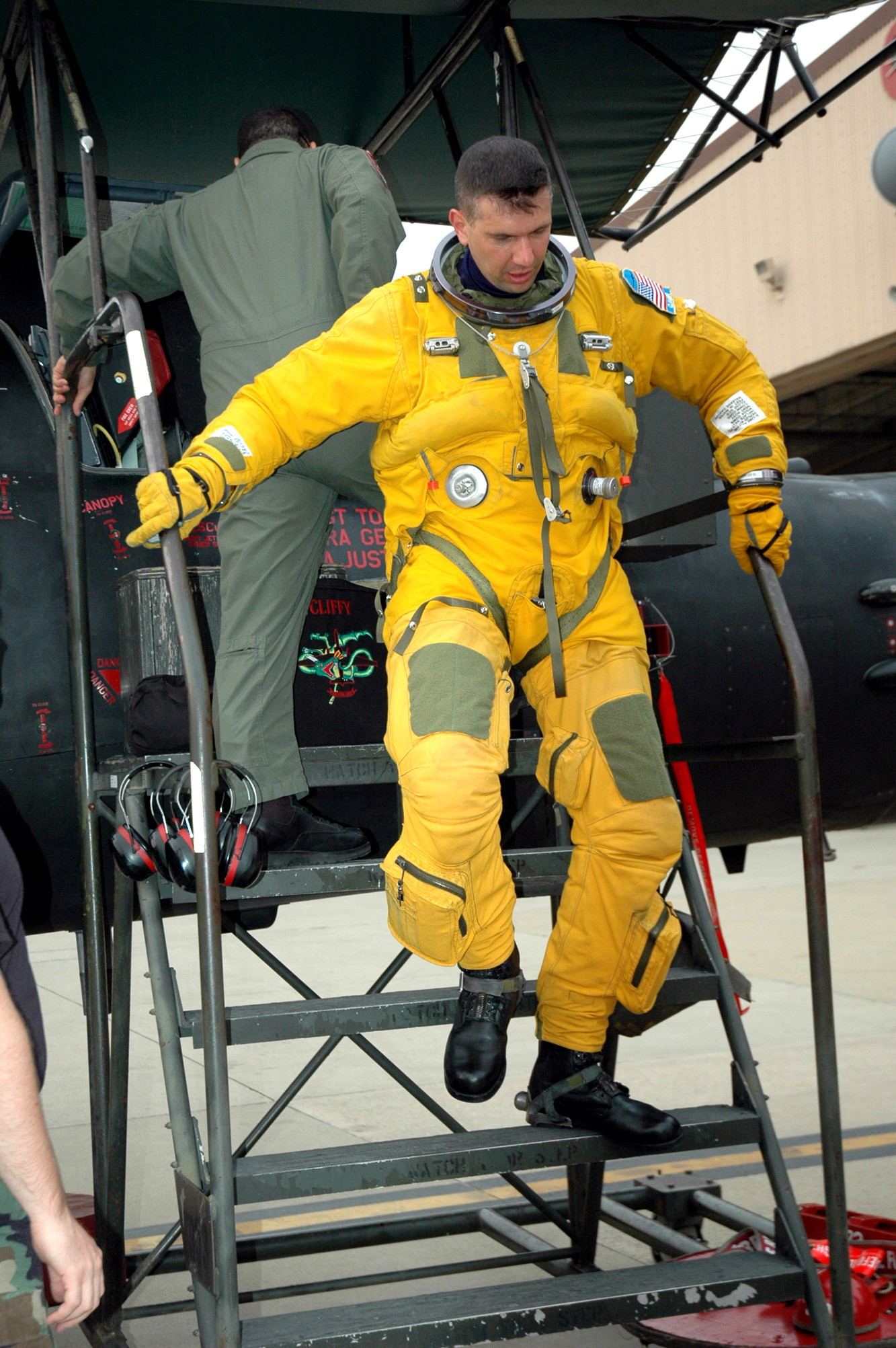
穿著壓力衣的U-2飛行員

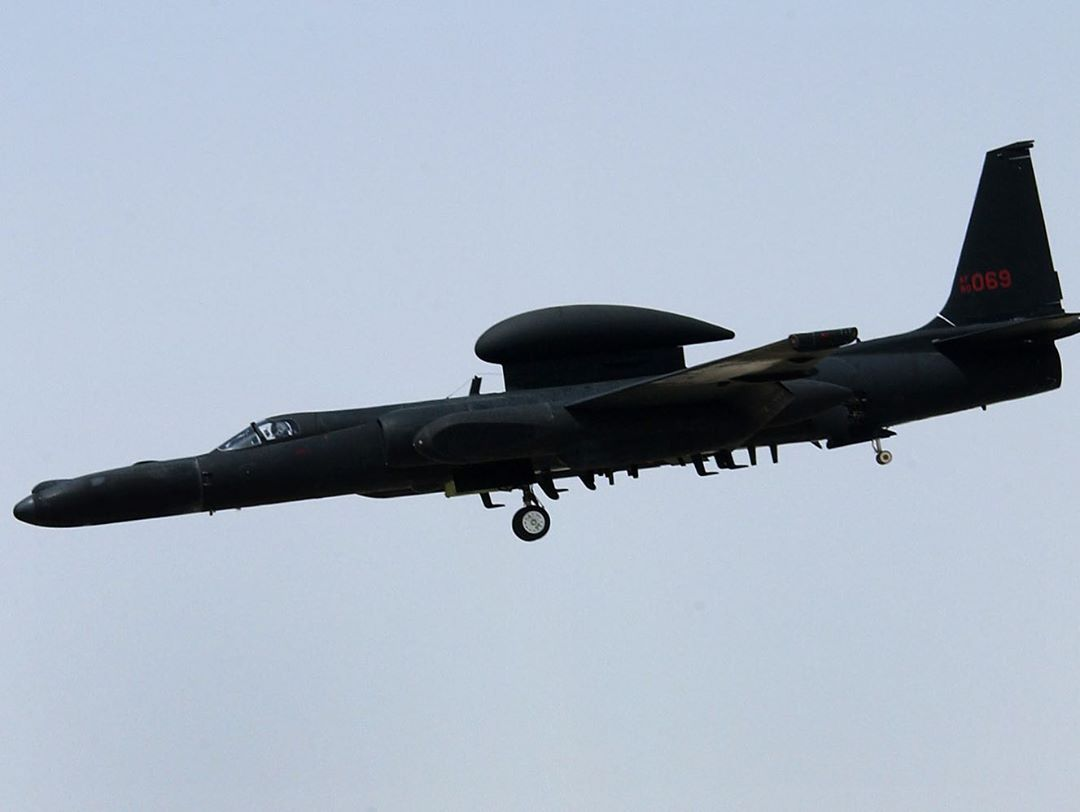
機背改裝的U-2

由於要在高空執行戰略偵察任務，而且U-2駕駛艙只保持大概29,500英尺的氣壓，飛行員必須穿著一種類似太空衣的壓力衣（由大衛克拉克公司製造）以保護飛行員於飛行和彈射時免受以下的危機威脅。但穿著以塑膠物料製造而又密封壓力衣並不舒適，飛行員於飛行途中所產生的熱力未能排出，使飛行員時常汗流浹背。在每次8小時的任務中，飛行員體重會下降6至8磅（2.7至3.6）左右。

#### 缺氧
壓力衣於飛行和彈射時為飛行員提供100%純氧，在沒有供氧的情況下，飛行員會出現視界狹窄、暈眩、反應緩慢等症狀，並於30-60秒內失去意識。

#### 減壓症
飛行員會於飛行前1小時前開始呼吸100%純氧，以排出體內的氮，減低減壓症出現的機會。

#### 嚴寒
於70000尺高空溫度只有零下70℃，壓力衣於彈射和駕駛艙暖氣失效時防止飛行員出現體溫過低（hypothermia）、凍傷和眼球結冰。

#### 界線
當高度超過63,000英尺（19,000）的界線時，水的沸點因低壓而降低至37℃，在沒有壓力衣的保護下，飛行員於彈射和駕駛艙失壓時體內的水份會因體溫而蒸發，損害肌肉組織和堵塞血液運行。

## U-2航母操作計畫
1963年起，中情局開始名為「鯨魚傳說」（Project Whale Tale）的計畫，試驗於航空母艦上操作U-2，以克服U-2的航程限制。貌似滑翔機的U-2能在飛行甲板直接起飛，而不需要彈射器的協助。而非常低的降落速度亦令著艦變得容易，即使未能勾上攔截索，發動機亦能提供足夠動力讓U-2重飛。
首次試驗於1963年8月5日進行，洛歇試飛員成功自小鷹號的甲板起飛。但飛機於著艦時出現彈跳的情況，只能於甲板末勉強重飛。經這次失敗後，美國海軍把3架U-2A改裝，加固起落架、加裝捕捉鉤（arresting hook）及於機翼上裝設擾流板（spoiler），並更改型號為U-2G。1964年3月2日，U-2G成功於遊騎兵號上起飛和著艦。及後幾天，洛歇試飛員和中情局飛行員都曾進行多次試飛。
試飛成功後，中情局於1964年5月派遣U-2G執行第一個任務，也很可能是唯一一次任務，監測法國於穆魯羅亞環礁進行的核試。
1969年11月，更大的U-2R亦成功於美利堅號上試飛。但由於航空母艦需要大量艦隻護航，隱蹤性差而且操作費用高昂，因此U-2航母操作計畫於1969年終止。

## 折損
U-2共建造86架左右，初期折損率非常高，自57年美國空軍開始使用U-2後1年半內就損失了9架，截至2001年有40架嚴重損壞或全毀，戰損原因多數為任務中出意外，被擊落方面則是曾多次於蘇聯（1次）、古巴（1次）及中華人民共和國（5次）上空被擊落。其中一些U-2更是由損毀的飛機中取得零件建造。

### 蘇聯擊落
從56年到60年對蘇聯和華沙公約組織國家領空實施了50次偵察，曾先後出現在基輔、莫斯科、明斯克、克里米亞、遠東和中亞等地上空。蘇聯於1956年首次出動米格－17戰機無功而返後，蘇聯領導人還不相信這一事實，並召集航空專家詢問。專家回答稱，世界上還沒有能夠飛到兩萬米以上高空的飛機，因此指責飛行員謊報軍情。此笑话前提是飞行员在广阔的苏联领空中正巧飞到U-2下方，飞行员正巧抬头仰望发现了上方空域一万米的U-2。事实上1956年各国机载雷达尚十分原始，米格17也仅有少量配备了雷达，苏联飞机对U-2的拦截全部是地面远程雷达发现U-2定位测高後，指引附近的苏联飞行员驾机前往拦截，苏联领导人无论相不相信这一事实都会问空军指挥部而不是飞行员。直到1959年底，蘇聯防空軍才裝備S-75新型防空導彈，之後又裝備了飛行高度可達兩萬米的SU-9飛機，從而結束了西方高空偵察機在蘇聯領空暢行無阻的歷史，为日后击落U-2打下了基础。

#### 1960年击落鮑爾斯座机
1960年5月1日，美國中情局一架U-2於斯维尔德洛夫斯克（今叶卡捷琳堡）附近被SA-2地對空飛彈擊落，飛行員弗朗西斯·加里·鮑爾斯成功彈射逃生後被俘，1962年2月10日獲釋。
鮑爾斯座机于20000米的高度上被SA-2地對空飛彈近爆击伤，按规定程序應该关闭引擎，打开延时自爆开关，然后弹射逃生，并配有一枚藏有毒针的特制1美元硬币，以备在无法逃脱时自杀，避免被俘。但鲍尔斯并未打开自毁装置，也未弹射，而是等飞机降至约10000米后自己爬出座舱跳伞。因美國中情局U-2偵察機深入蘇聯领空的偵察任務必須由美國總統批准，时任美国总统德怀特·大卫·艾森豪威尔得知U-2被击落后大为震怒，说“他们跟我说这是架俄国人的雷达探测不到的飞机”，随后在认为侦察设备已自毁鲍尔斯已身亡的情况下释放假消息，声明这是NASA的一架气象机，并拉NASA出来做证。1960年5月7日，时任苏联共产党中央委员会第一书记的尼基塔·谢尔盖耶维奇·赫鲁晓夫發表了一個驚人言論：“ 我一定要告訴你們一個秘密。我在第一次報告時刻意沒有說那駕駛員仍然生還，嗯……現在看看美國人說了多少的蠢話。”不單只是鮑爾斯生還，飛機殘骸也基本上十分完好。蘇聯軍方更成功尋回偵照的照相機，並將加利·鮑爾斯所攝的底片沖洗出來。隨著這些東西能證明該架飛機的確為偵察機的事證曝光，導致以德懷特·艾森豪為首的美國政府蒙受屈辱，同時讓協助「隱瞞」的NASA官員尷尬不已。而鮑爾斯的求生包也被尋回，其中包括一些女性首飾和價值7,500盧布的各国貨幣甚至有10枚拿破仑金币。鲍尔斯携带的藏有毒针的硬币也被识破。
1962年2月10日，鲍尔斯与克格勃上校维利亚姆·费舍尔（又名鲁道夫·阿贝尔）交换后返美。

### 中華人民共和國擊落
中華人民共和國擊落次數最多，所有于中国大陆上空遭擊落的U-2都隸屬中華民國黑貓中隊（中華民國空軍第35偵察中隊），且均是由SA-2及其本土仿制型HQ-1击落。
- 1962年9月9日，飛行員陳懷生上校（追晉）於江西南昌上空遭擊落身亡。
- 1963年11月1日，飛行員葉常棣少校於江西上饒上空遭擊落被俘。
- 1964年7月7日，飛行員李南屏上校（追晉）於福建漳州上空遭擊落身亡。
- 1965年1月10日，飛行員張立義少校於內蒙古包頭上空遭擊落被俘。
- 1967年9月8日，飛行員黃榮北中校（追晉）於浙江嘉興上空遭擊落身亡。

### 古巴擊落

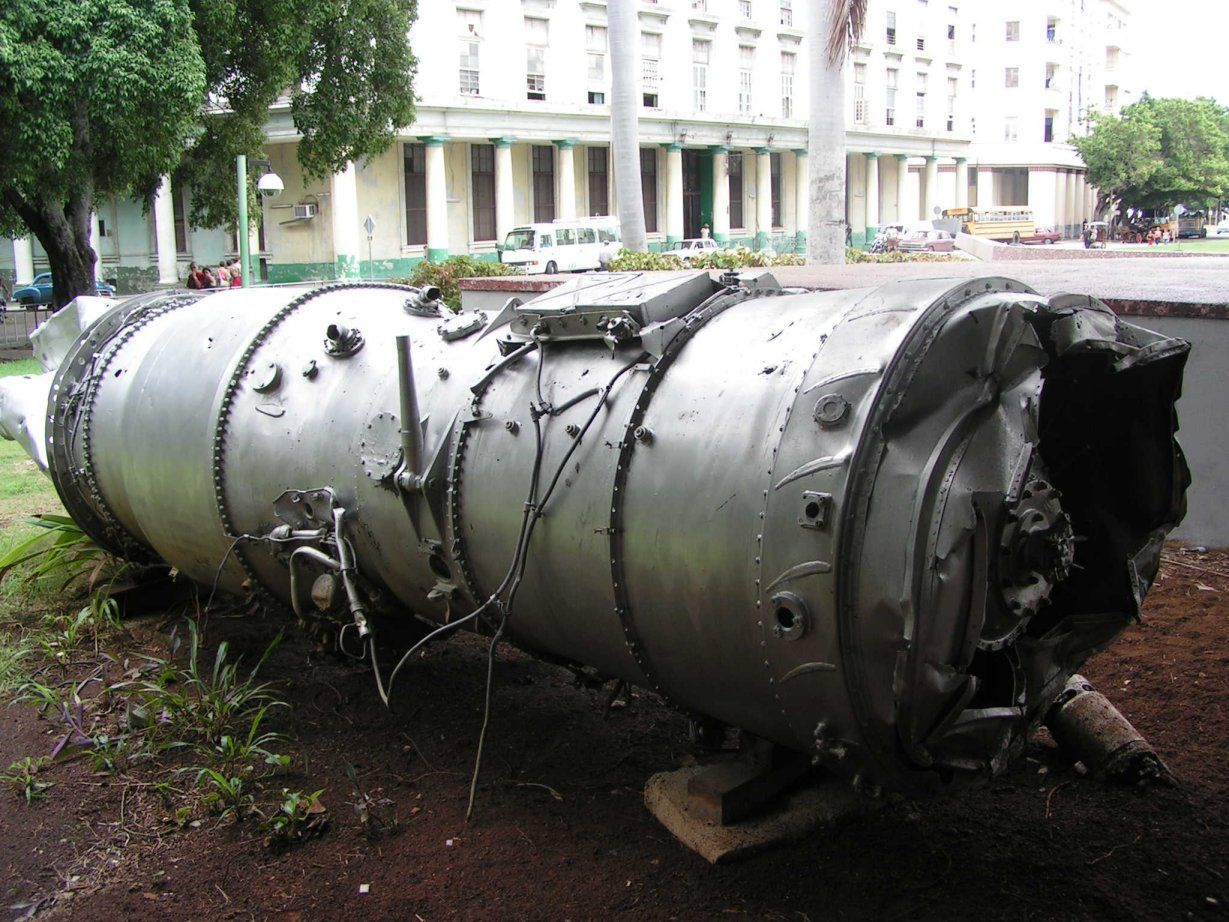
一具U-2發動機於古巴首都哈瓦那展示

1962年10月14日至27日古巴飛彈危機期間，U-2開始飛越古巴上空偵察；1962年10月27日，一架隸屬美國空軍第4080戰略偵察聯隊（4080th Strategic Reconnaissance Wing）的U-2於古巴上空被SA-2地對空飛彈擊落，飛行員魯道夫·安德森少校身亡。

### 其它意外
2003年1月26日，一架U-2於韓國烏山空軍基地附近墜毀，傷及地面3名韓國民眾，該機全毀並對周圍造成嚴重破壞。飛行員彈射逃生受輕傷。事件調查報告指發動機出現問題及天氣惡劣導致意外。
2005年6月21日22時30分（UT）一架U-2自阿富汗執行任務後於回航途中墜毀。 於事故中殉職的飛行員隸屬阿布扎比宰夫拉空軍基地的第380空中遠征聯隊。空軍調查認為飛機於夜間接近基地預備著陸時墜毀，當時飛機出現機械故障導致液壓、主儀表顯示器和內部照明失靈。令飛行員誤認為發動機失效，飛機一直下降直至墜毀。

## 型號
1955年8月U-2原型機首飛，型號為U-2A，1960年U-2C型機首飛，1967年U-2R型機首飛，比原型機尺寸更大、功能更多。1978年美國重啟U-2生產線，生產29架由U-2R機體結構發展而來的TR-1A戰術偵察機，設計用於歐洲進行遠距離外戰術偵察（standoff tactical reconnaissance），1992年所有的TR-1A更改型號為U-2R，而TR-1B雙座教練機則更改型號為TU-2R。U-2R及TR-1A這兩個型號與其他U-2最大分別是兩邊機翼下各裝備一個超級吊艙（Superpod）裝載儀器。駐紮於英國埃爾肯布利皇家空軍基地的第17偵察聯隊曾於1983年到1991年間使用TR-1A。最後一架TR-1A於1989年10月交付美國空軍。更新GE F118-101發動機的U-2R就更改型號為U-2S。 

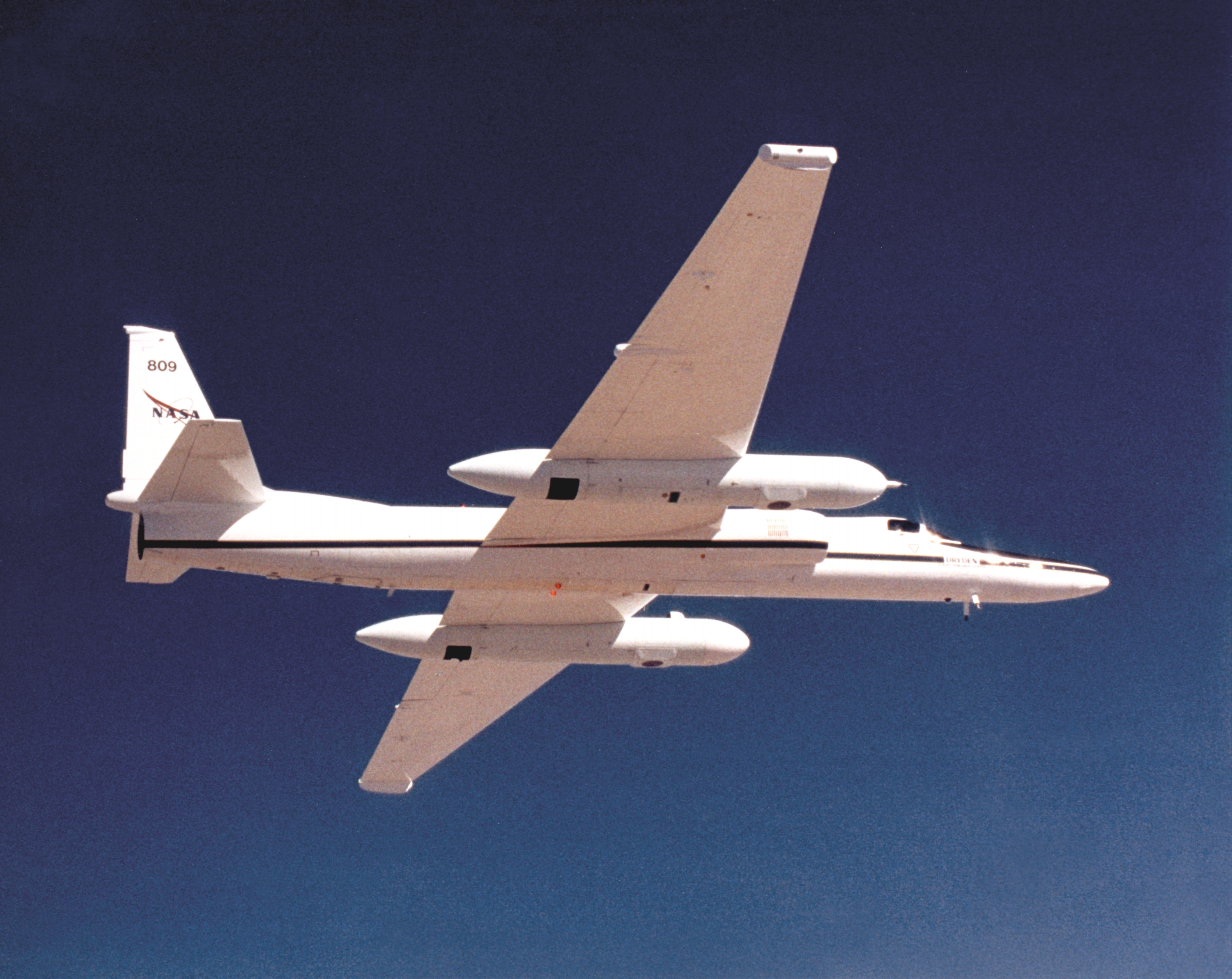
隸屬美國太空總署的ER-2

另一個衍生型ER-2（Earth Resources，地球資源）由美國太空總署使用，進行高空民用研究，包括地球資源、天文觀測、大氣化學與大氣動力學和海洋動力學。
- U-2A — U-2偵察機首個量產型號，使用J57-P-37A發動機
- WU-2A — 天氣及大氣層調查機
- U-2B — 改良型，使用J57-P-31發動機
- U-2C — 改良型，使用J75-P-13發動機
- U-2CT — 雙座教練機
- U-2D — 雙座高空調查機
- U-2EPX — 為美國海軍計劃的海上偵察型
- U-2G —加固起落架、加裝捕捉鉤及擾流板
- U-2R（TR-1） — 更大的機身和機翼，翼下裝有超級吊艙，使用J75-P-13B發動機
- U-2S — 與R型相同，更換使用GE F118-101發動機

## 基地
現存的U-2均隸屬加州畢爾空軍基地（Beale Air Force Base）的第9偵察聯隊（9th Reconnaissance Wing），飛行員亦於畢爾空軍基地接受訓練。截至2005年共有29架單座和5架雙座U-2在役。另外還有2架以德萊頓飛行研究中心（Dryden Flight Research Center）為基地的ER-2。

## 近況

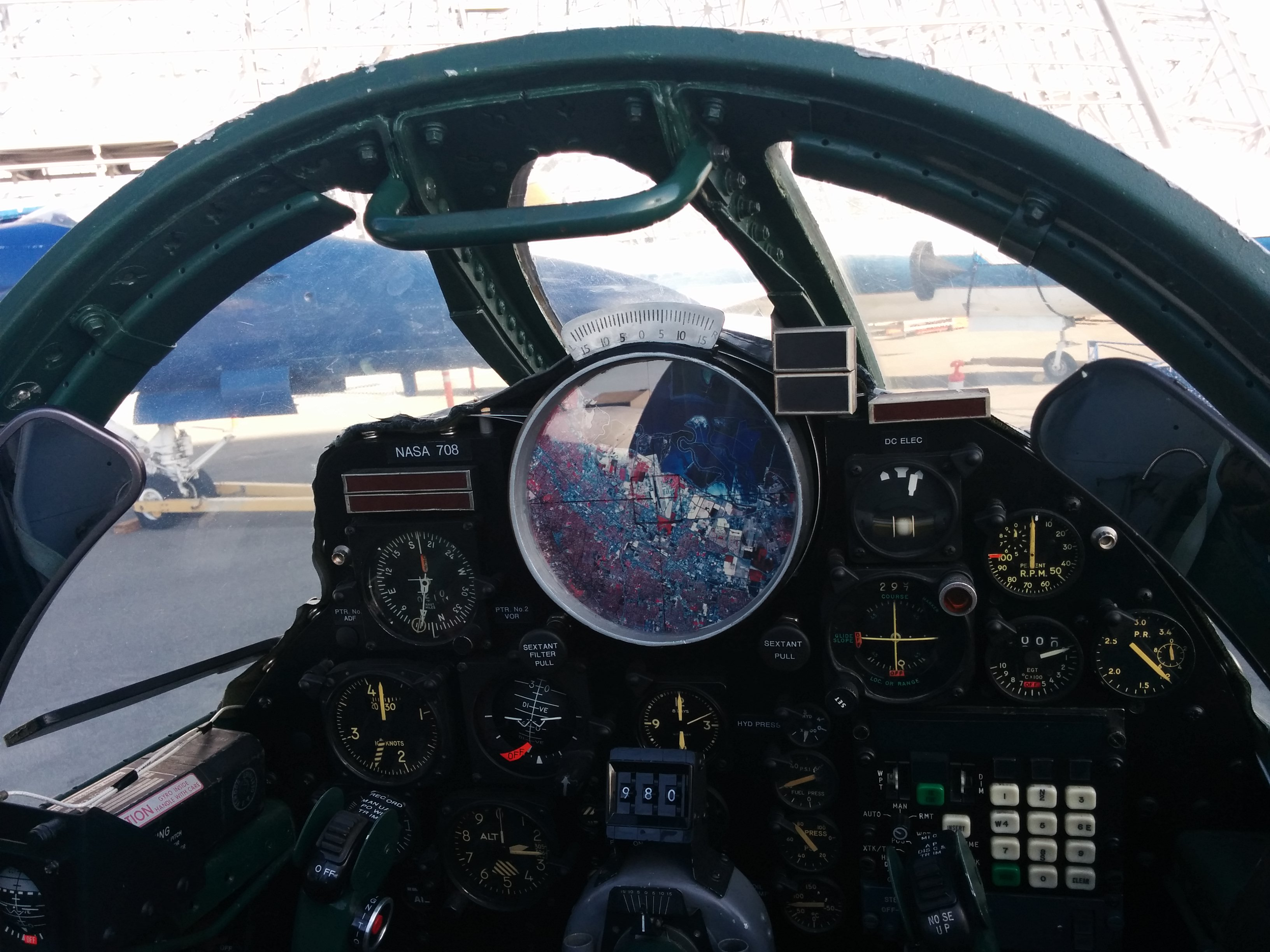
換裝液晶顯示駕駛艙前

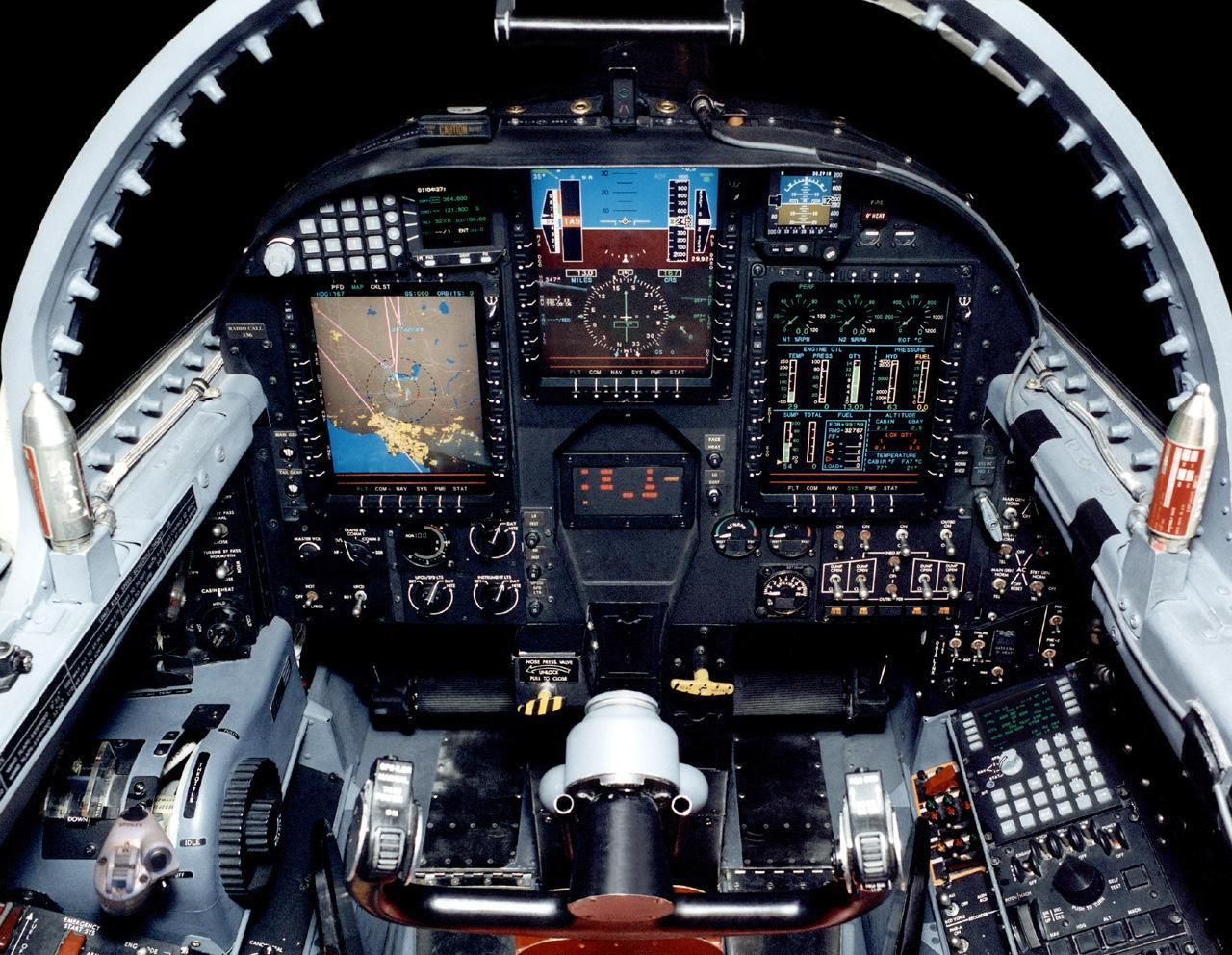
2006年後的全數位化座艙

2006年1月，美國國防部長拉姆斯菲爾德宣布U-2S偵察機將於未來陸續退役。為了減少國防支出和重整空軍架構，E-4B機隊和部份B-52亦會退役。國防部長拉姆斯菲爾德表示這些變動不會影響空軍的偵察任務，U-2S的角色會由衛星和全球鷹無人偵察載具所取代。但是國會已經要求延後U-2S的退役時間，因為至今仍然未有一種系統能完全取代U-2S，雖然全球鷹和無人技術不斷發展，在資源和技術上卻很明顯都未能完全替代U-2S價值。
2011年3月，美國政府計畫將32架的U-2S延役至2015年，而歐巴馬政府則試圖執行一項九千一百萬美金的預算案，以維持U-2S機隊的服役。(Brook, Tom Vanden)（页面存档备份，存于）
2011年6月29日，美國一架U-2S偵察機在中国大陸北方附近外海3萬公尺的高度飛行，中国兩架蘇-27戰鬥機立即升空攔截，U-2S偵察機發覺後立刻返航。
2016年11月25日，CNN报道中表示美國U-2S偵察機正在中东执行对ISIS侦察任务。
2017年8月20日，因應朝鮮半島局勢，美國U-2S偵察機從韓國的烏山空軍基地起飛，進行對北韓的偵察任務。隔年傳出少量U-2S將進行人工智能化升級，以強化即時地圖判讀功能。
2020年8月25日，美军U-2S高空侦察机飞临中国人民解放军北部战区演习禁飞区；当日稍迟，中华人民共和国国防部对此发表谈话，指其为挑衅行动，并对美國提出交涉。
2023年2月，美军两架呼号分别为DRAGON01和DRAGON99的U-2S高空侦察机参加了对中国气球的监视。
美國空軍預計僅保持U-2S機隊的作戰能力到2025年9月，之後將解除戰備並返回美國本土除役。

## 相關影视作品
- 《驚爆十三天》：描述古巴飛彈危機。
- 《間諜橋》：描述1960年U-2擊墜事件。
- 《疾風魅影黑貓中隊》：描述中華民國空軍黑貓中隊。
- 《绝密543》：描述中华人民共和国的防空部队阻击中華民國空軍黑貓中隊的U-2侦查的历史。

## 軼事
U-2和SR-71偵察機剛出廠時因為是高機密產品，除了美國國防部、製造廠商、設計團隊和操作員等相關人士之外，連美國北美空軍司令部除了部分高階將領以降的軍士官皆不知情，遑論是國民兵和一般普羅大眾，於是就在其測試基地羅斯威爾鎮附近冒出了一堆讓當事人和美國白宮哭笑不得的都市傳說。其中，最著名的「羅斯威爾事件」就是其中最知名的一個。因為U-2和SR-71都是高空偵察機，為了避開平民耳目經常利用深夜、凌晨和清晨人煙較稀少的時間進行起飛、降落和訓練，於是有較晚歸的民眾常見到洛克威爾的上空出現不明的發光體在高空中飛嘯而過，以為是幽浮、飛碟和外星人光臨地球，然後在大眾媒體以訛傳訛之下，造成了「洛克威爾事件」。不過據中華民國空軍黑貓中隊退役飛官在近日解謎，這不明的發光體其實是U-2和SR-71等高空偵察機的機燈，不是什麼幽浮和外星人。

## 規格(U-2R)
基本信息
- 机组：1名

性能

## 外部連結
- First-hand experience of launching the U2（页面存档备份，存于）
- Black Cat Squadron（页面存档备份，存于）
- Pentagon To Retire U2 Spy Plane (UPI) Jan 05, 2006
- A Wild Ride from the Edge of Space (Southwest Texas LIVE!) Oct 17,2006
- The Sky Still Burns in Your Memory (Southwest Texas LIVE!) Oct 17,2006
- Taiwan Filmmakers creating film about Taiwan's U-2 Blackcat Squadron (Southwest Texas LIVE!) Dec 17,2006